# Radar de vigilância secundário

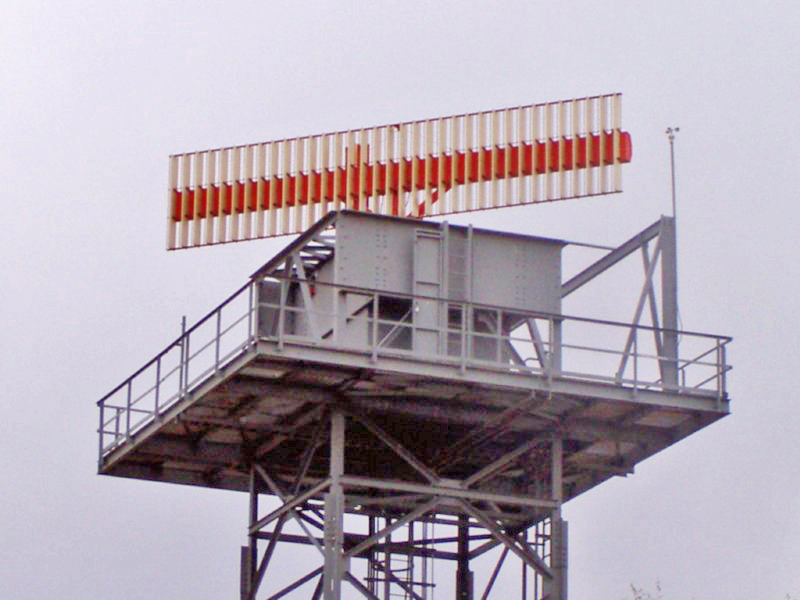
Antena SSR da Deutsche Flugsicherung em Neubrandenburg, Mecklenburg/Pomerânia Ocidental

Radar de vigilância secundário (SSR) é um sistema de radar usado no controle de tráfego aéreo (ATC), que, diferentemente dos sistemas de radar primários que medem a direção e a distância dos alvos usando os reflexos detectados de sinais de rádio, depende de alvos equipados com um radar transpônder, que responde a cada sinal de interrogação transmitindo dados codificados como código de identidade, altitude da aeronave e outras informações dependendo do modo escolhido. SSR é baseado na tecnologia de identificação militar de amigo ou inimigo (IFF) originalmente desenvolvida durante a Segunda Guerra Mundial, portanto os dois sistemas ainda são compatíveis. Radar de Vigilância Secundária Mono-Pulso (MSSR), Modo S, TCAS e ADS-B são métodos modernos semelhantes de vigilância secundária.